# Jan Dybowski (1878–1943)
Jan Dybowski, pseudonim Jawor (ur. w 1878, zm./stracony 12 lutego 1943 w egzekucji w Lasach Chojnowskich w pobliżu Stefanowa) – polski inżynier, urzędnik kolejowy i działacz związkowy. 

## Życiorys
Pracownik Wydziału Warsztatowego Departamentu Mechanicznego i Zasobów  Ministerstwa Komunikacji, od 1935 w tymże departamencie prowadzący redakcję Wydawnictw Technicznych MK. Jednocześnie sprawował funkcję prezesa Zrzeszenia Pracowników Administracji Technicznej Warsztatów i Parowozowni PKP (1935–1939).
W okresie okupacji pełnił funkcję kierownika konspiracji kolejowej (1939-) oraz początkowo zastępcy (1941–1942), a następnie dyrektora Departamentu Komunikacji Delegatury Rządu na Kraj (1942).